# Química ambiental

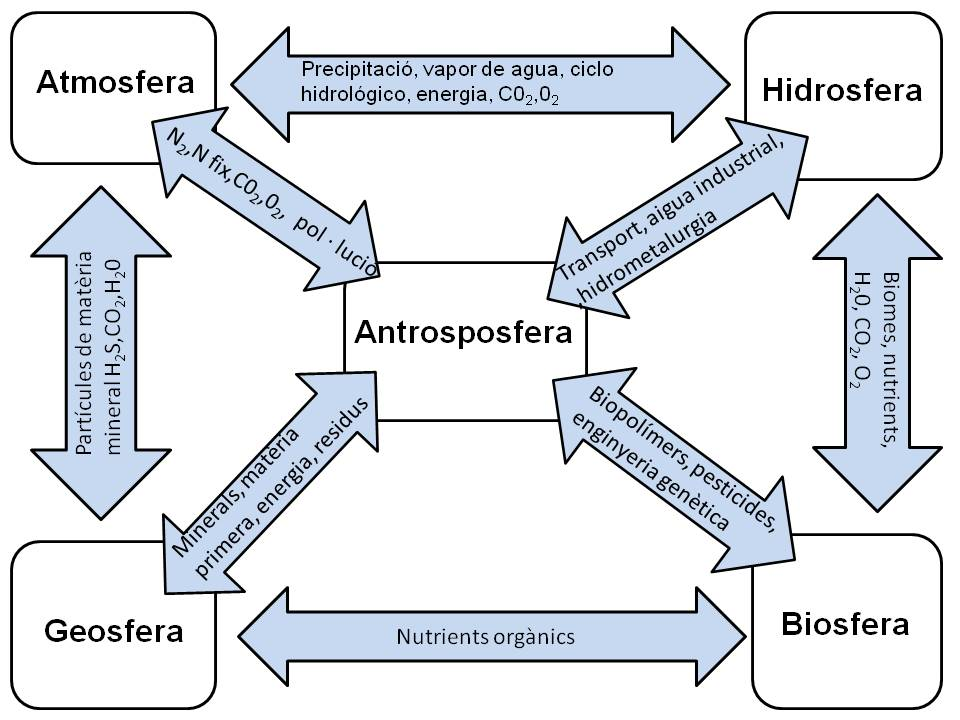
Subdivisões da química ambiental.

Química ambiental é definida como o estudo das fontes, reações, transporte e efeitos das espécies químicas em água, solo, ar, ambientes de vida e os efeitos da tecnologia neles. Deste modo, a química ambiental não é a ciência da monitoração ambiental, mas sim tornar compreensíveis os mecanismos que definem  e controlam a concentração de espécies a serem monitoradas.
Atualmente com o aumento da população na Terra, junto com o contínuo avanço da tecnologia, as atividades humanas têm uma influência sempre crescente na química do meio ambiente. Desde os primeiros seres humanos e até menos de um século atrás, o homem pensava que a Terra era tão vasta que a nossas atividades podem ter consequências não somente locais e regionais, mas também globais.
Como essas transformações ameaçam o meio ambiente, há uma grande preocupação em entender os processos que a envolvem. A química ambiental  estuda os processos químicos que acontecem na natureza, sejam eles naturais ou causados pelo homem e que comprometem não só a saúde humana, mas de todo planeta. Devendo, contudo,  observar os ecossistemas, seus compartimentos abióticos e bióticos.
Todas as questões abordadas na química ambiental que digam respeito a processos naturais e / ou afetados por ações antrópicas, quer da atmosfera, hidrosfera e geosfera/ pedosfera têm de ser tratadas de forma holística e integrada, possuindo esta ciência um caráter inter multidisciplinar que foi desenvolvido em cooperação com a Biologia, Ecologia, Geologia, Engenharia sanitária, Toxicologia, entre outros.
A química ambiental teve origem na química clássica, porém o conhecimento da química do meio ambiente não surgiu dentro das últimas décadas. Há relatos que datam do século XVII em que havia uma preocupação com a devastação do meio ambiente em região do Reino Unido próximo onde havia extração do carvão, já em 1872 foi divulgado no periódico inglês nature, uma minuciosa análise da qualidade  do ar nas cidades de Londres e Manchester, apontando, inclusive, para altas concentrações na emissão de SO2.
No Brasil, em 1992, por ocasião da 2a Conferência das Nações Unidas para o Desenvolvimento (ECO 92), a comissão de meio ambiente da SBQ publicou a primeira coletânea de trabalhos voltados para o diagnóstico de problemas ambientais no Brasil, trazendo um resgate histórico sobre a Química Ambiental no País. A criação da divisão de química ambiental na SBQ ocorreu em 1994 com o propósito de abrigar a produtividade técnica e científica de quem atuava nesta área de concentração, mesmo não sendo necessariamente formados somente por químicos.
A escalada dos problemas ambientais, e uma série de implicações econômicas decorrentes, coloca novos desafios aos profissionais de Química. As novas demanda na formação do químico incluem: passar do ensino disciplinar para o interdisciplinar, e passar da ênfase na aprendizagem de algoritmos para habilidades como a formulação de perguntas, pensamento sistemático, resolução de problemas, tomada de decisões, raciocínio avaliativo. A Química Ambiental, devido a sua características — ser interdisciplinar, relevante, aplicada, integradora, repercutir junto ao público em geral, e ser global em sua abrangência — deve ocupar um papel fundamental formação dos químicos. A perspectiva adquirida no estudo da química ambiental, tanto em termos do desenvolvimento de habilidades, como da necessária consciência para a sustentabilidade, deverá orientar a atuação do profissional de química seja no sistema produtivo, seja como educador em quaisquer níveis de ensino. Como educadores, os profissionais devem buscar colocar os alunos para refletirem sobre análises críticas contextualizadas (como a resolução do problema do lixo citando casos de mineradoras ou empresas de pecuária) e devem tratar a educação ambiental como elemento da cidadania, aplicando-a a vivências, saberes, demandas e conhecimentos do entorno da comunidade escolar.